# Jakob Čenčur
Jakob Čenčur, slovenski učitelj in zborovodja , * 15. april 1837, Planina pri Rakeku, † 28. oktober 1888, Škedenj pri Trstu.   

## Življenje in delo
Po končanem učiteljišču je v Škednju nastopil službo učitelja in organista. Ko so 29. januarja 1861 v Trstu ustanovili Slovansko čitalnico je Čenčur takoj postal njen član, začel učiti Škedenjce peti domoljubne pesmi in jih voditi na kulturne prireditve
katere je čitalnica organizirala. 12. decembra 1868 so v Škednju ustanovili Kmečko čitalnico; prvi predsednik je postal France Cegnar, Čenčur pa vodja njenega pevskega zbora.